# يوهارلي
يوهارلي (بالإنجليزية: Euharlee, Georgia)‏ هي مدينة تقع في مقاطعة بارتو، جورجيا بولاية جورجيا في الولايات المتحدة. تبلغ مساحة هذه المدينة 14.1 (كم²)، وترتفع عن سطح البحر 208 م، بلغ عدد سكانها 4136 نسمة في عام 2010 حسب إحصاء مكتب تعداد الولايات المتحدة.

## وصلات خارجية
- www.euharlee.com
- Cities & Counties - Georgia.gov